# Lernaea composita
Lernaea composita is een eenoogkreeftjessoort uit de familie van de Lernaeidae. De wetenschappelijke naam van de soort is voor het eerst geldig gepubliceerd in 1925 door Wilson C.B..